# Space Launch System
Space Launch System (SLS) är en amerikansk rymdraket i klassen supertunga rymdtransporter. NASA planerade att skjuta upp den första Space Launch System redan i december 2016. På grund av flera olika förseningar och nedskuren budget, flyttades datumet för den första uppskjutningen fram flera gånger. Första uppskjutningen skedde slutligen den 16 november 2022, under uppdragsnamnet Artemis 1.
Längre in i framtiden är tanken att SLS ska användas för att bygga en bas på månen såväl som att skicka människor till Mars.
Under en period planerade man även att använda raketen för att skjuta upp NASAs Asteroid Crewed Redirect Mission.

## Flygningar
| Uppdrag   | Raket   | Besättning | Uppskjutningsdag | Mål                     | Kommentarer                                       |
| --------- | ------- | ---------- | ---------------- | ----------------------- | ------------------------------------------------- |
| Artemis 1 | Block 1 | Nej        | 16 november 2022 | Omloppsbana kring månen | Skicka obemannad Orionkapsel att resa runt månen. |

## Planerade flygningar
| Uppdrag   | Raket        | Besättning | Uppskjutningsdag | Mål                     | Kommentarer                                    |
| --------- | ------------ | ---------- | ---------------- | ----------------------- | ---------------------------------------------- |
| Artemis 2 | Block 1 Crew | Ja(4)      | 2025             | Direkt returomloppsbana | Bemannad Orionkapsel i omloppsbana runt månen. |
| Artemis 3 | Block 1 Crew | Ja(4)      | 2026             | Landa på månen          | Docka med en landare                           |

## Förseningar
Första uppskjutnings datumets historik:
| Tillkännagivande | Datum             |
| ---------------- | ----------------- |
| oktober 2010     | 31 december 2016  |
| september 2011   | 2017              |
| augusti 2014     | december 2017     |
| december 2014    | juni - juli 2018  |
| 13 april 2017    | november 2018     |
| 28 april 2017    | 2019              |
| november 2017    | juni 2020         |
| december 2019    | november 2020     |
| 21 februari 2020 | 18 April 2021     |
| 28 februari 2020 | mitten 2021       |
| maj 2020         | 22 november 2021  |
| augusti 2021     | december 2021     |
| 22 oktober 2021  | 12 februari 2022  |
| 17 december 2021 | mars - april 2022 |
| februari 2022    | maj 2022          |
| mars 2022        | juni 2022         |
| 26 april 2022    | 23 augusti 2022   |
| 20 juli 2022     | 29 augusti 2022   |